# Titans of Creation
Titans of Creation – trzynasty album studyjny amerykańskiego zespołu thrash metalowego Testament wydany 3 kwietnia 2020 roku przez Nuclear Blast Records. Jest to pierwszy raz kiedy to zespół nagrał więcej niż jeden album w tym samym składzie od płyty The Ritual wydanej w 1992 roku.

## Realizacja, tworzenia i nagrywanie
Pierwsze wzmianki o zamiarze zespołu Testament na kontynuację albumu Brotherhood of the Snake zostały ujawnione w marcu 2017 roku przez Chucka Billy'ego, który powiedział japońskiemu Roppongi Rocks, że zespół zaczął pisać nowy materiał. Billy powiedział też, że ma nadzieje na to, że album zostanie wydany w 2018 roku.
W wywiadzie dla Metal Messiah Radio w grudniu 2017 roku Billy powiedział, że zespół rozpocznie pracę nad nowym albumem po zakończeniu trasy koncertowej Brotherhood of the Snake w sierpniu 2018 roku oraz że czteroletnia przerwa między albumami się nie powtórzy.
W wywiadzie dla RockSverige w lutym 2018 roku gitarzysta zespołu Eric Peterson powiedział, że zespół miał plan żeby dostać się do studia w sierpniu 2018 roku i wydać album w 2019 roku ale w związku z tym że Slayer, który ogłosił pożegnalną trasę koncertową chciał żeby zespół był jej częścią i to zostanie trochę cofnięte. W jednym z wywiadów dla podcastu Talking Metal Chuck Billy powiedział, że zespół rozpocznie pracę nad nowym albumem po trasie Slayera. Dodał również, że będą współpracować z Andym Sneapem jako mikserem albumu.
W wywiadzie dla The Metal Voice w styczniu 2019 roku Billy powiedział, że zespół napisał piosenki na swój kolejny album oraz że członkowie zespołu mają nadzieję na wydanie albumu do lipca 2019 roku. Miesiąc później ogłosił, że zespół rozpoczął pracę nad albumem. Nagrywanie albumu skończyło się na przełomie 2019 i 2020 roku. W styczniu 2020 roku Eric Peterson powiedział, że album ukaże się w styczniu. W innym wywiadzie Chuck Billy powiedział, że album ukaże się 3 kwietnia 2020 roku. 31 stycznia ukazał się pierwszy singiel pt. "Night of the Witch". Ponad miesiąc później 6 marca pojawił się singiel " Children of the Next Level ". Później ujawniono, że album będzie się nazywać Titans of Creation.

## Odbiór
Album Titans of Creation otrzymał pozytywne recenzje od krytyków i fanów. Jason Roche z Blabbermouth.net przyznał albumowi 8 na 10 i powiedział, że choć Testament we wcześniejszych latach pokazywał, że potrafi dużo więcej ale zespół wykorzystuje swoją moc w 2020 roku aby po prostu wydać zabójczą thrashową płytę. Peter Atkinson z KNAC dał temu albumowi 3.5 na 5 i nazwał to "kopnięciem w dupę, którego wszyscy moglibyśmy teraz użyć. A album zdecydowanie skopie dupę".

## Lista utworów
| Nr  | Tytuł utworu                 | Słowa                  | Muzyka   | Długość |
| --- | ---------------------------- | ---------------------- | -------- | ------- |
| 1.  | „Children of the Next Level” | Billy, James           | Peterson | 6:13    |
| 2.  | „WWIII”                      | Billy, James           | Peterson | 4:48    |
| 3.  | „Dream Deceiver”             | Billy, James           | Peterson | 4:58    |
| 4.  | „Night of the Witch”         | Billy, Peterson, James | Peterson | 6:32    |
| 5.  | „City of Angels”             | Billy, James           | Peterson | 6:43    |
| 6.  | „Ishter's Gate”              | Billy, James           | Peterson | 5:09    |
| 7.  | „Symptoms”                   | Skolnick               | Skolnick | 4:37    |
| 8.  | „False Prophet”              | Billy, Souza           | Peterson | 4:54    |
| 9.  | „The Healers”                | Billy, James           | Peterson | 4:23    |
| 10. | „Code of Hammurabi”          | Billy, Skolnick, James | Skolnick | 4:52    |
| 11. | „Curse of Osiris”            | Billy, James           | Peterson | 3:24    |
| 12. | „Catacombs”                  | Instrumentalny         | Peterson | 2:01    |
|     |                              |                        |          | 58:34   |

## Twórcy
- Chuck Billy - Wokal
- Eric Peterson - Gitara, produkcja
- Alex Skolnick - Gitara
- Steve DiGiorgio - Gitara Basowa
- Gene Hoglan - Perkusja